# Farahabad (Mazandéran)
Farahabad, persan فرح‌آباد (ساری), est une ville d’Iran dans le Mazandéran à 53 kilomètres nord est de Balfrouch. On y trouve les ruines d'un grand château, bâti par Abbas le Grand.

## Monuments
- Complexe Farahabad

## Source et ressources
Cet article comprend des extraits du Dictionnaire Bouillet. Il est possible de supprimer cette indication, si le texte reflète le savoir actuel sur ce thème, si les sources sont citées, s'il satisfait aux exigences linguistiques actuelles et s'il ne contient pas de propos qui vont à l'encontre des règles de neutralité de Wikipédia.